# Morisaki Kōji
Morisaki Kōji (sinh ngày 9 tháng 5 năm 1981) là một cầu thủ bóng đá người Nhật Bản.

## Đội tuyển bóng đá quốc gia Nhật Bản
Morisaki Koji được triệu tập vào đội tuyển Nhật Bản tham dự Thế vận hội Mùa hè 2004.